# Балашова, Александра Михайловна

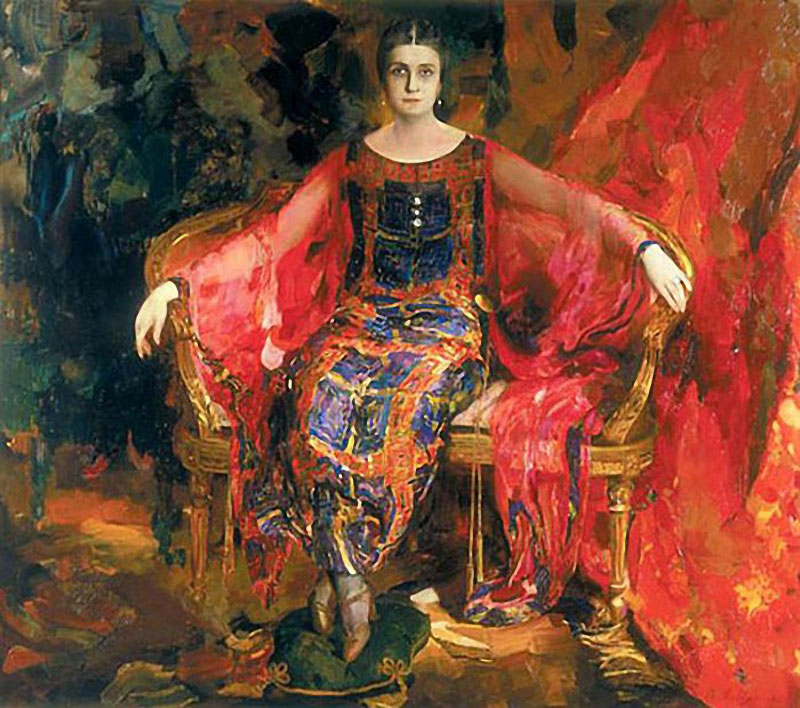
Александра Балашова, худ. Ф. Малявин, 1924

Александра Михайловна Балашова (3 мая 1887, Москва — 5 января 1979, Шелль, метрополия Франции) — русская балерина, учитель танцев и хореограф.

## Биография
Александра родилась в Москве, получила образование в хореографической школе Большого театра (класс В.Д. Тихомирова) в 1905 году.
1 августа 1905 года Балашову зачислили в труппу Большого театра, она выступала в кордебалете, а через год стала солисткой, дебютировав в роли Царь-Девицы в балете «Конек-Горбунок». В общей сложности, Александра Михайловна исполняла сольные партии в 21 балете. Она часто танцевала с Михаилом Мордкиным и Александром Горским. Была известна такими ролями, как Аврора в Спящей красавице и Одетта-Одилия в Лебедином озере, Царь-Девица («Конек-Горбунок»), Лиза («Тщетная предосторожность»), Пастушка («Любовь быстра»), Китри («Дон Кихот»), Никия («Баядерка» в постановке Горского), Раймонда («Раймонда»), Медора («Корсар»), Сванильда («Коппелия»).
Выступала в Лондоне в 1911 году, заменяя Екатерину Гельтцер.
Во время Первой мировой войны Александра Балашова передала в фонд лазарета императорских театров 1000 руб, а свое жалованье она ежемесячно перечисляла на содержание госпиталей.
Балашова вышла замуж за Алексея Константиновича Ушкова (1879—1948), сына промышленника К.К.Ушкова. Они оба покинули Россию в 1921 году и прожили вместе до смерти Алексея Константиновича.  В Париже они поддерживали в Париже строительство Сергиевского подворья:  А.М.Балашова пожертвовала икону Тихвинской Божией Матери, А.К.Ушков внес денежное пожертвование.
Балашова танцевала ещё около десяти лет в Западной Европе, затем преподавала во Франции, , в 1931 году она открыла в зале Плейель хореографическую школу. Среди ее студентов была эксперт по танцевальной нотации Жаклин Шалле-Хаас.
В 1946 году Балашова приняла участие в постановке в качестве хореографа балета La fille mal gardée (Тщетная предосторожность) в Лондоне.
Русский художник Филипп Малявин написал её портрет в 1924 году, когда они оба жили в Париже. Там она поселились в бывшей квартире Айседоры Дункан.
В 1971 году Александра Михайловна поселилась в доме престарелых Русского Красного Креста в городе Шель недалеко от Парижа. Скончалась в возрасте 91 года и была похоронена 10 января 1979 года вместе с мужем на кладбище Сент-Женевьев-де-Буа. Архив с ее бумагами, в основном корреспонденцией и фотографиями, хранится в Амхерстском университете.